# Rob (priimek)
Rob je priimek več znanih Slovencev:
- Ivan Rob (1908—1943), pesnik, pisatelj, satirik in humorist
- Ivan Rob (*1956), slikar